# Ставяне
Ставяне (пол. Stawiane) — село в Польщі, у гміні Грабово Кольненського повіту Підляського воєводства.
Населення — 44 особи (2011).
У 1975-1998 роках село належало до Ломжинського воєводства.

## Демографія
Демографічна структура станом на 31 березня 2011 року:
|          | Загалом | Допрацездатний вік | Працездатний вік | Постпрацездатний вік |
| -------- | ------- | ------------------ | ---------------- | -------------------- |
| Чоловіки | 18      | 2                  | 15               | 1                    |
| Жінки    | 26      | 4                  | 17               | 5                    |
| Разом    | 44      | 6                  | 32               | 6                    |